# Történeti földrajz
A történeti földrajz a történelem egyik segédtudománya, amelynek tárgya egy terület adott történeti korban fennállott természeti, gazdasági, társadalmi viszonyainak földrajzi szempontból rendszerezett leírása történeti források alapján.

## Szerepe
A történelem ismeretének egyik alapfeltétele az évszámok mellett a földrajzi tájegységek, térségek ismerete. A földrajzi adottságok mindig befolyásolják a történelmi eseményeket, az országok történelmét is meghatározhatják. Például egy társadalom fejlődését befolyásolja a természeti erőforrások megléte vagy hiánya. Hatással van még a társadalomra a domborzat, vízrajz, éghajlat, flóra, fauna stb. Az ember történelmének korai szakaszában a térségek természeti elzártsága (pl. Kína) nemcsak megvédte a területet a külső befolyástól, hanem a kölcsönhatás akadályozódása miatt gátolta is annak fejlődését.

## A történeti-földrajzi egységek

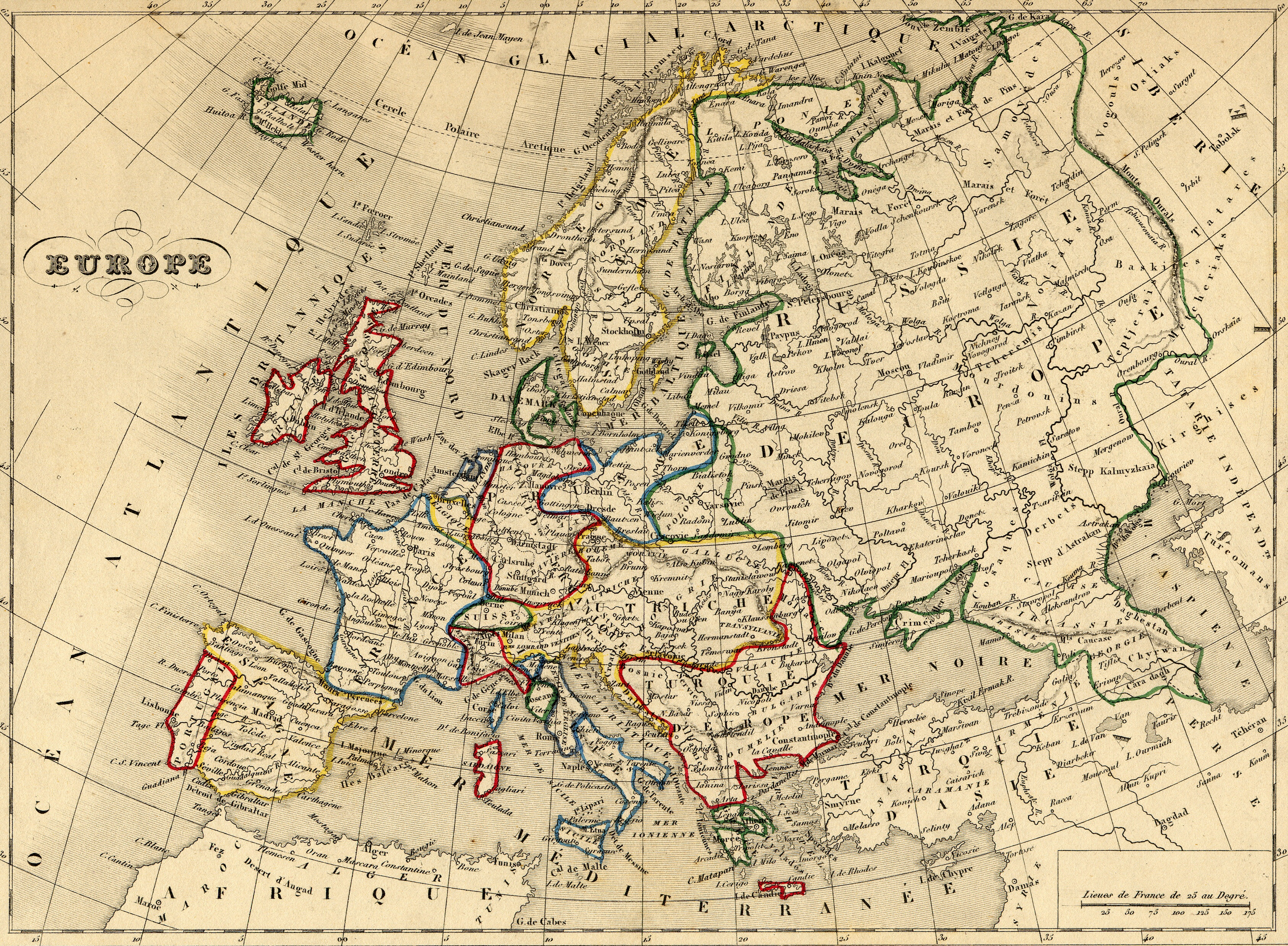
Európa 1843-as térképe

A történeti-földrajzi teret különböző egységekre bonthatjuk fel:
- A kontinens elsősorban földrajzi fogalom, de kulturális és politikai értelemben is használják. Az ún. Újvilág kontinensei: Észak-, Dél-Amerika és Ausztrália hosszú ideig önállóan fejlődött, ezzel szemben az ún. Óvilág kontinensei, Európa, Ázsia és Afrika egymással kölcsönhatásban fejlődtek.
- A régió egy történeti földrajzi egység, amely egy olyan területet jelöl, amelynek fejlődése, történelme hasonló. Ilyen pl: Kelet-Ázsia és Közép-Európa.
- Az ország egy olyan területet jelöl, amelyre egy adott politikai hatalom kiterjed. Az országok önálló történelemmel, vezetőkkel, intézményekkel és számos más sajátossággal rendelkeznek, egymástól határok választják el őket.
- A tájegységek egy országon belül kialakult kisebb egységek történetét tanulmányozzák.

## A történeti földrajz forrásai
A történeti földrajz ókori forrásai az i. e. 5. századtól kezdve a görög földrajzi írók, mint Sztrabón. Később a rómaiak idején Caius Plinius Caecilius. Az ezt megelőző, „preklasszikus” időkben a földrajzi körülményeket érintőlegesen említő dokumentumok a kizárólagos források. A települések említései, időnként a távolságok, irányok és az utak leírásai a földrajzi jellegre és a települések fekvésére adnak információt. Különösen fontos ez olyan területeken, ahol a települések nagy része ismeretlen (lásd hettita történeti földrajz). Azonban még Mezopotámia térségében is komoly problémát okozhat egyes földrajzi nevek azonosítása.
A középkor történeti földrajzának legfontosabb forrásai az oklevelek, térképek és helynévtárak.
Egyes oklevelek birtokügyekkel foglalkoznak, ezekben pedig mindig megjelennek az eladományozott vagy eladott birtok határai, gazdasági és természeti jellemzői.
Az oklevelek másik fontos csoportja az országos összeírások. Ilyenek a tizedlajstromok, adó- és birtokösszeírások.
A térképek a legfontosabb források. A térképészet gyökerei messzire nyúlnak vissza, már az ősember is készített rajzokat az őt körülvevő világról. A későbbiekben az ókori népek (egyiptomiak, görögök) már jobban kidolgozott térképeket is készítettek, a modern térképészetről azonban csak Gerardus Mercator működésétől kezdve beszélhetünk. Nagyobb számban a 17. század végétől állnak a tudomány rendelkezésére térképek.
A helynevek is nagyon sok információval szolgálhatnak a kutatók számára. Egyes települések elnevezései egykor létezett települések neveit is őrzik (pl.: Bokajalfalu Erdélyben, amely egy korábban elpusztult település nevét vette fel), valamint gyakran a domborzat változásairól is tudósítanak (pl.: Hegyeshalom, Szilágysomlyó). A földrajzi nevek hasznosításához nyelvészeti szakértelem is szükséges.